# Maria Brizzi Giorgi
Maria Brizzi Giorgi (Bologna, 7 agosto 1775 – Bologna, 7 gennaio 1812) è stata una compositrice, organista e pianista italiana.
Figura di spicco del periodo napoleonico bolognese, ha contribuito alla nomea di Bologna come polo culturale e città della musica ed ha giocato un ruolo importante nella formazione musicale del giovane Gioachino Rossini. A lungo caduta nell'oblio, è stata riscoperta nel 2011 dopo il ritrovamento di una sua composizione musicale, rivelatasi la seconda che sia giunta fino a noi.

## Biografia
Maria Brizzi nasce il 7 agosto 1775 nel Palazzo Albergati di via Saragozza a Bologna, in una famiglia di musicisti: il padre, Luigi Brizzi, di professione barbiere, è un suonatore di corno da caccia, due fratelli maggiori, Ludovico e Antonio, sono cantanti affermati. La fama di Antonio Giovanni Maria Brizzi è internazionale, nella sua lunga carriera risulterà attivo a Dresda, Vienna, Parigi, Monaco di Baviera, etc. Altri due fratelli, Francesco e Ignazio, si affermano come strumentisti nelle accademie e nei teatri bolognesi.
Bambina prodigio, a nove anni inizia ad esibirsi e a dodici è già organista del convento delle suore di San Bartolomeo, ad Ancona.
Suonatrice di clavicembalo virtuosa del forte-piano , della composizione "all'improvviso" e compositrice musicale apprezzata da Clementi e Haydn, Maria Brizzi compone, tra l'altro cantate per la banda della Guardia Nazionale e inni patriottici per Napoleone e per il Viceré Eugenio Beauharnais, su incarico ufficiale della Municipalità bolognese. Nonostante la bella voce, la debolezza del fisico le impedisce di intraprendere la carriera di cantante.
Maria Brizzi è lodata come «una delle donne più belle e famose del suo tempo» e ammirata per la sua bellezza anche dal Canova, ma la sua avvenenza è offuscata dalle sue doti musicali:
(Pietro Giordani)
Nel 1794 sposa Luigi Giorgi detto il dottore zuccherino, figura di primo piano del giacobinismo bolognese: avvocato, funzionario di prefettura , giornalista, commediografo, oratore al Circolo Costituzionale nonché pubblico ministero del tribunale militare che nel 1798 mise a morte il parroco di Varignana, don Pietro Maria Zanarini, responsabile dell'abbattimento di due alberi della libertà che alcuni ragazzi del paese avevano collocato davanti alla sua canonica il giorno del Corpus Domini.
In occasione della visita di Napoleone a Bologna nel gennaio del 1797, al Teatro Marsigli, la Brizzi Giorgi compone ed esegue l'inno per la celebrazione dell'evento, alla presenza dello stesso generale, della sorella Paolina e di Giuseppina di Beauharnais.
Nel dicembre del 1805 ricompare a Bologna dopo una lunga assenza che la vide soggiornare, fra l'altro, per diciotto mesi a Vienna, dove era stata accolta presso la Corte Imperiale e dove aveva avuto occasioni di esibirsi in concerto. Il 10 dicembre 1805, al Teatro Comunale di Bologna, compone ed esegue personalmente, su incarico della municipalità, un inno con testo di Paolo Costa, al cospetto di Eugenio di Beauharnais, Viceré del Regno d'Italia, che era giunto a Bologna pochi giorni dopo la battaglia di Austerlitz.
Dal 1806 al 1809 è fondatrice di un'accademia musicale, che diventerà un punto di riferimento artistico in età napoleonica: l'Accademia Polimniaca, che annovera tra i soci fondatori il conte Carlo Caprara, Consultore di Stato e Gran Scudiere della Corona d'Italia. In una sala accanto alla sua abitazione, Maria propone «frequenti accademie di musica vocale e instrumentale», finanziate da una Società di Cittadini, nelle quali emergono le sue virtù di «eccellente maestra di musica, ed inimitabile abile suonatrice di piano-forte».
In queste occasioni può esibirsi in «capricci all'improvviso» davanti ai notabili della città, assieme a virtuosi di vari strumenti e importanti artisti di passaggio, contribuendo a diffondere in loco la conoscenza della musica strumentale tanto in voga in terra tedesca, «quella di Steibelt, e di Beethoven, o di qualunque altro più strano Maestro alemanno».
Ai concerti musicali, soprattutto nelle consuete riunioni del venerdì sera, segue il ballo, al quale partecipano dame dell'alta società, come la bellissima contessa Cornelia Martinetti, della quale rimane un ricordo in casa Giorgi: «Vidi danzar quella Venere; che Venere veramente sembrava».
Il 31 luglio 1806 Maria Brizzi Giorgi propone una grande accademia in onore del conte Carlo Caprara, che vede il quattordicenne Gioachino Rossini impegnato come cantante in un terzetto del compositore duca Giovanni Riario Sforza.
L'aggregazione di Maria Brizzi Giorgi come membro onorario dell'Accademia Filarmonica «nell'arte del suono del Pian-Forte inimitabile Professora» avviene il 21 novembre del 1806. Quel giorno Maria si era fatta portatrice di un'istanza di aggregazione per il soprano spagnolo Isabella Colbran, che fu accolta per acclamazione, in sua assenza. L'esordio italiano di Isabella Colbran, futura moglie di Gioachino Rossini, si realizza nell'Accademia Polinniaca di Maria Brizzi Giorgi il giorno 11 aprile 1807.
Maria Brizzi Giorgi organizza per Gioachino Rossini, il 23 dicembre 1808 all'Accademia Polinniaca, la serata che lo vedrà esordire ufficialmente di fronte a un pubblico competente e selezionato, come compositore e concertista, presentando, assieme alla stessa Giorgi, una Sinfonia in Re maggiore da lui appositamente composta per l'occasione e oggi più nota con il nome di Sinfonia di Bologna. Questo evento portò a Gioachino Rossini la prima recensione a stampa della carriera di compositore.
La Brizzi Giorgi non organizza, compone o suona solo per l'Accademia Polimniaca: organizza, insieme al virtuoso della mandola, Pietro Vimercati, il primo concerto cameristico che viene recensito dai giornali al Teatro comunale di Bologna (Redattore del Reno del 2 febbraio 1808, il concerto ebbe luogo in data 29 gennaio) ed è acclamata all'Accademia dei Concordi di cui diventa membro onorario e alla Società del Casino, in cui organizza serate assieme a Francesco Sampieri e Teresa Albergati e in cui tiene un concerto con Niccolò Paganini il 18 marzo 1811 (concerto replicato al Teatro Comunale il 14 aprile successivo).

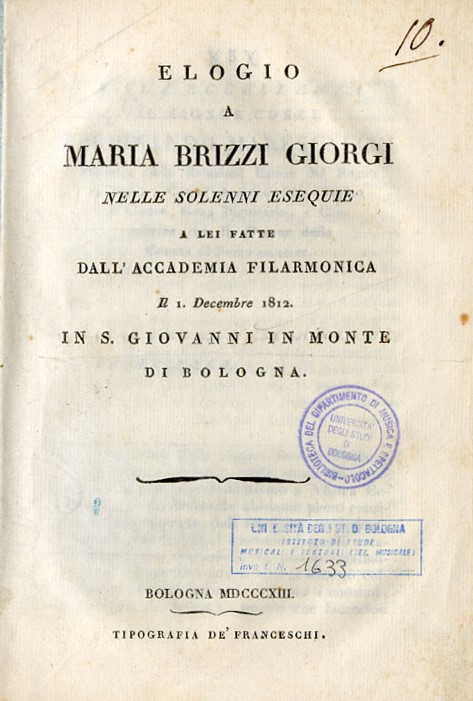
Frontespizio dell''Elogio a Maria Brizzi Giorgi di Pietro Giordani del 1813

Dopo una gravidanza difficile in cui è assistita dai medici Gaspare Uttini e Matteo Venturoli, la Brizzi Giorgi muore a soli 36 anni di parto, dopo aver dato alla luce il figlio Eugenio, che le sopravvive. Pochi giorni prima, il 26 dicembre, si era esibita un'ultima volta davanti ai familiari e a pochi intimi, suonando quelle variazioni sull'aria Nel cor più non mi sento di Paisiello, che erano state oggetto di due suoi concerti, in duo, con Niccolò Paganini, del marzo e dell'aprile precedenti, alla Società del Casino e al Teatro Comunale di Bologna. La figlia primogenita, Teresa Giorgi, trascrisse le ultime note suonate dalla madre: quello spartito è oggi conservato presso il Museo internazionale e biblioteca della musica di Bologna e rappresenta l'unica sua composizione "all'improvviso" giunta ai giorni nostri. La sua scomparsa sarà sentita come una calamità e un «danno pubblico». I funerali si terranno in pompa solenne il 9 gennaio presso l'Ospitaletto di San Francesco. Il 22 gennaio 1812 nella chiesa delle Muratelle i genitori e i fratelli di lei organizzarono una grande cerimonia funebre di cui resta importante testimonianza a stampa nell'orazione funebre di Antonio Bacchetti. In seguito si avranno altre celebrazioni in sua memoria, come quella alla Società del Casino, il 23 maggio, mentre il primo dicembre la onorarono sia l'Accademia dei Concordi, presso il Liceo Musicale, con l'esecuzione di una cantata composta per l'occasione da Johann Kaspar Aiblinger e interpretata da Domenico Mombelli e Teresa Belloc-Giorgi, che l'Accademia Filarmonica, nella Chiesa di San Giovanni in Monte, con un concerto eseguito da centocinquanta musicisti d'orchestra e la lettura dell'orazione funebre di Pietro Giordani, ad opera dello stesso autore.
Luigi Giorgi, rimasto vedovo, si risposerà nel 1814 con la cantante bolognese Gertrude Righetti, da allora Gertrude Righetti Giorgi, la qual cosa creerà vari equivoci storiografici rispetto alle due musiciste.
Dopo un lungo periodo di oblio, Maria Brizzi Giorgi è riscoperta nel 2011 grazie al ritrovamento della partitura Marcia della Cittadina Giorgi, databile tra il 1796 e il 1799, che porterà a ulteriori ricerche e permetterà di attestare l'influenza della Giorgi e della sua Accademia Polinniaca nella formazione del giovane Rossini, nonché a riconoscerla nel ritratto non attribuito conservato presso il Museo internazionale e biblioteca della musica, opera di Filippo Gargalli. Ad oggi le sue composizioni restano quasi tutte perdute.
Maria Brizzi Giorgi riposa assieme al marito e a Gertrude Righetti nel modesto pozzetto n. 295 posto ai piedi del Monumento ai Martiri dell'Indipendenza, nella Sala delle Tombe del cimitero monumentale della Certosa di Bologna.